# المساواة في استخدام دورات المياه

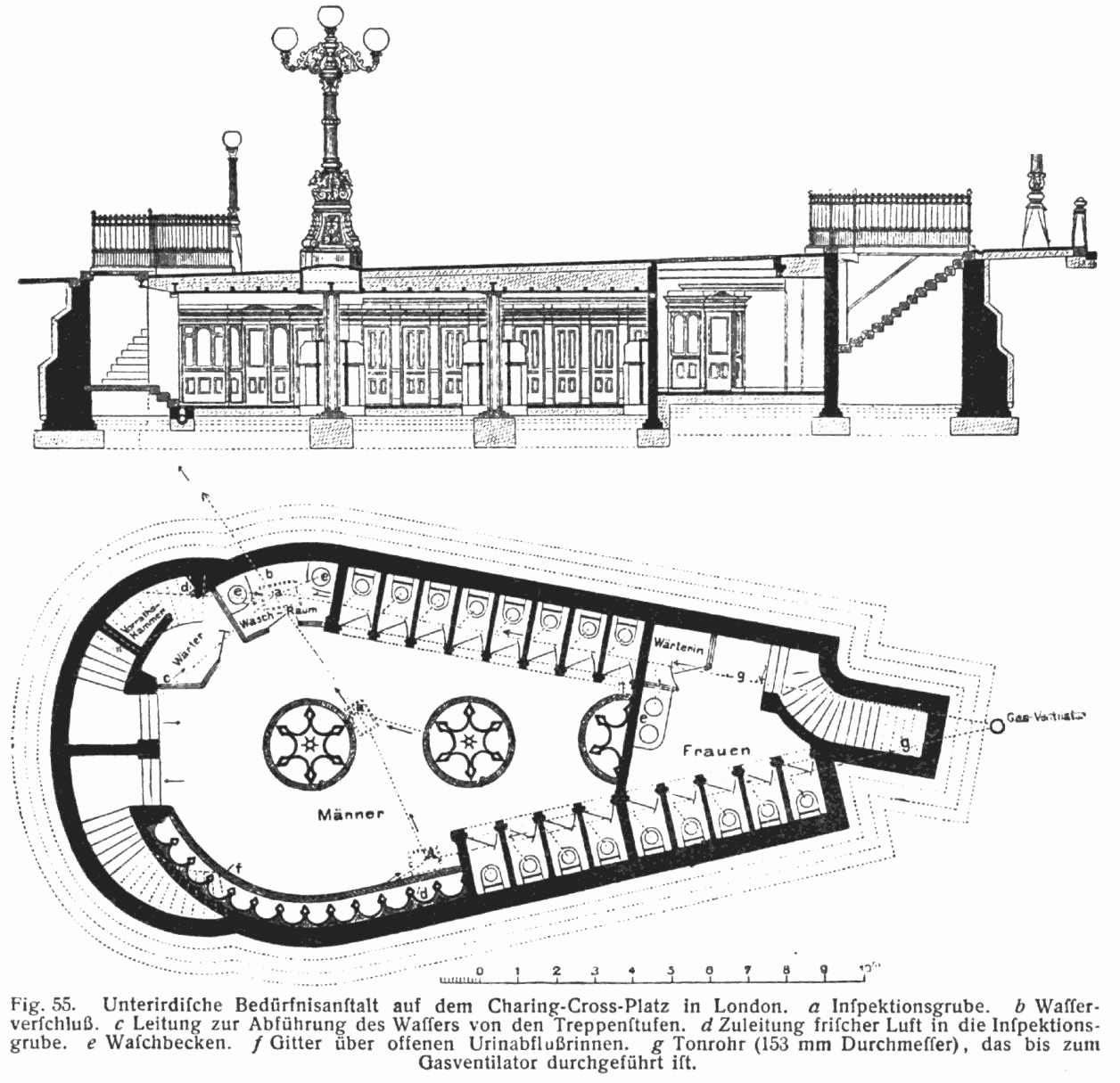
خطة المراحيض العامة في شارينغ كروس رود ، لندن ، 1904. تشتمل مرافق الرجال (يسارًا) على 12 مقصورة و 13 مبولة ؛ في حين أن مرافق النساء (يمينًا) تضم 5 مقصورات فقط.

المساواة في استخدام دورات المياه هي توفير متساوٍ أو منصف لدورات المياه العامة للإناث والذكور في الأماكن العامة.

## تعريف المساواة
يمكن تعريف المساواة بطرق مختلفة فيما يتعلق بالمرافق في المباني. أبسطها أنها مساحة أرضية متساوية لدورات المياه للإناث والذكور. بما ان حمامات الرجال والأولاد تشمل المباول، والتي تأخذ مساحة أقل من دورات الحمام العادية، وذلك ينتج عنه مزيد من المرافق للذكور. هناك تكافؤ بديل من خلال تعادل التجهيزات في دورات المياه. ومع ذلك، بما أن الإناث تقضي في المتوسط  وقتاً أطول في دورات المياه، فالرجال يستطيعون استخدام المزيد من المرافق لكل وحدة زمنية تقضيها الإناث في الحمام. وبالتالي، تتطلب  لوائح التكافؤ الأكثر حداثة المزيد من التجهيزات  للإناث لضمان المساواة بين الجنسين في متوسط الوقت المستغرق في انتظار استخدام دورات المياه أو معادلة إنتاجية دورات المياه للرجال والإناث.

## الاختلافات بين الجنسين
غالباً ما تقضي النساء والفتيات وقتًا أطول في دورات المياه مقارنة بالرجال والأولاد، وذلك لأسباب فسيولوجية وثقافية. إن الحاجة  إلى استخدام مقصورة بدلاً من مبولة يعني أن التبول يستغرق وقتًا أطول ويجب غسل اليدين بشكل أفضل. كما تذهب النساء إلى الحمام مرات أكثر من الرجال. ويعد التبول اللاإرادي وعدوى الجهاز البولي أكثر انتشارًا لدى الإناث.
الحمل، الطمث، الرضاعة، وتغيير الحفاضات كلها أسباب تزيد من استخدام دورات المياه بالنسبة للسيدات. كما أن كبار السن، وأغلبهم من النساء، يأخذون زيارات أطول وأكثر تكرارًا.  
تم اختراع مجموعة متنوعة من المباول النسائية والأقماع الشخصية  لتسهيل التبول وقوفُا للنساء. لم يصبح أي من هذه الاختراعات معروفاً على نطاق واسع بما يكفي للتأثير في تشكيل سياسة المساواة.
چون فرانسيس بانزهاف الثالث (John F. Banzhaf III)، أستاذ القانون بجامعة چورچ واشنطن، يطلق على نفسه «أبو المساواة في استخدام دورات المياه»
يجادل بانزهاف أن تجاهل المساواة في عدد المرافق بين الذكور والإناث يعتبر شكلاً من أشكال التمييز الجنسي ضد المرأة. في 1970 قامت اللجنة المعنية بوضع حد لدورات المياه مدفوعة الأجر بتقديم نقطة مماثلة؛ وهي ان السماح للعاملين على تقديم دورات المياه تلك بأخذ أجر مادي جراء ذلك يعد أمرًا غير عادل للنساء بينما استخدام المباول لا يتطلب أجر مادي من الرجال.
حدد العديد من المؤلفين أن المساواة في دورات المياه هي قضية حشد محتملة للنسوية، قائلين أن جميع النساء تواجهن  تلك المشكلة. ومع ذلك، هذا يستبعد المتحولات جنسياً.

## التاريخ والتطورات

### الولايات المتحدة الأمريكية
تم افتتاح أول دورة مياه  للنساء في الكونجرس الأمريكي عام 1962.
وتم حظر الفصل بين دورات المياه على أساس العرق بواسطة قانون الحقوق المدنية عام 1964.
وقد نص قانون الحواجز المعمارية لعام 1968 على توفير سهولة الوصول للمرافق للمعاقين وذوى الاحتياجات الخاصة في المباني الفيدرالية. بينما نص قانون الأمريكيين من ذوي الإعاقة الصادر عام  1990 على الشيء نفسه في المباني الخاصة. لا يوجد تشريع فيدرالي يتعلق بتوفير المرافق للنساء. وقد تم حظر دورات المياه مدفوعة الاجر لأنه كان يتعين على النساء دفع المال للتبول في حين كان على الرجال الدفع للتبرز فقط 
في العديد من المباني القديمة، لم يتم توفير سوى القليل من دورات المياه المخصصة للنساء أو لم تكن متوفرة نهائياً لأن القليل منهن يعملن في تلك المباني أو يزرنها. وقد أدت زيادة المساواة بين الجنسين في مجال التوظيف وغيره من مجالات الحياة المختلفة إلى حدوث تغيير. حتى الثمانينات من القرن الماضي، كانت قوانين البناء في ملاعب الولايات المتحدة تنص على المزيد من دورات المياه للرجال، على افتراض أن معظم محبي الرياضة هم من الذكور.
صدر أول قانون حول «المساواة في استخدام دورات المياه» في الولايات المتحدة في كاليفورنيا عام 1989. وذلك بواسطة  السناتور آرثر توريس (Arthur Torres) بعد أن اضطر عدة مرات إلى انتظار عودة زوجته من الحمام لفترة طويلة.
تم توفير المرافق لعضوات مجلس الشيوخ الامريكي في غرفة المجلس لأول مرة عام 1992.
تم بناء ملعب إل بي فيلد  في ناشڨيل، تينيسي، عام 1999 وفقاً «لقانون  تينيسي حول المساواة في دورات المياه»، موفراً 288 منشأة للرجال و 580 للنساء.
وفقُأ لجريدة  (The Tennessean) إن هناك فترة انتظار تصل إلى 15 دقيقة لاستخدام دورة المياه الخاصة بالرجال مقارنهً بالنساء الذين تكاد تنعدم مدة الانتظار بالنسبة لهم.  تم تعديل القانون في عام 2000 لتمكين مهندس الدولة من عمل دورات مياه إضافية للرجال في الملاعب، وعروض الخيل وأماكن سباق السيارات.
في عام 2011، حصل مجلس النواب الأمريكي على أول دورة مياه للنساء بالقرب من الغرفة (Room H-211 of the U.S. Capitol). إلا أنه كان متاحًا للمشرعات وليس للجمهور.